# ثورة عسير الأولى (1819-1824)
ثورة عسير الأولى (1819-1824) هي سلسلة من الحملات والمعارك العسكرية حصلت في منطقة عسير بين أمير عسير سعيد بن مسلط وولاة الحجاز العثماني لصد الإحتلال التركي أدت إلى صراع بين إمارة آل يزيد وإيالة الحجاز بدعم من ولاة مصر العثمانيين واستمرت لمدة 5 سنوات حتى انتهاء الصراع بإنتصار أمير عسير وبداية تأسيس إمارة آل يزيد المستقلة .

## الأحداث
جاءت حملة من الحجاز بإمرة الوالي أحمد باشا والشريف محمد بن عبد المعين بن عون عام ۱۲۳۹، واستطاعت احتلال عسير بعد هزيمة سعيد بن مسلط عند قلعة شعار، ودخلت القوة أبها، ورجع بعدها أحمد باشا إلى الحجاز بعد أن ترك حامية في أبها، وخرج إثرها سعيد بن مسلط من مخبئه في الأطوار فدحر القوات الحجازية التي اعتصمت بعدها في أبها فحاصرها، واضطرت في النهاية إلى الاستسلام فخلى سبيلها وسمح لها بالعودة إلى الحجاز، وأثناء رجوعها التقت بحملة قادمة إلى عسير يقودها الشريف محمد بن عبد المعين فعادت معه فزاد جيشه، وانتصر على سعيد بن مسلّط عند شعار فاختبأ سعيد في الأطوار، ودخل الشريف أبها، ثم تم الصلح بين الطرفين في ٢٦ شعبان ۱۲۳۹، ولم ينته العام حتى عاد الشريف بقوة إلى عسير غير أنها هزمت وتوقفت المعارك بين الحجاز وعسير بعد ذلك. وتوفي سعيد بن مسلط عام ١٢٤٢ وخلفه أخوه لأمه علي بن مجثل.

### سعيد بن مسلط
أصبح سعيد بن مسلّط أمير السراة، فأرسل قوة بإمرة أخيه علي بن مجثل إلى بلاد وادعة فأدخلها في طاعته، وأرسل قوة أخرى بإمرة ابن خاله يحيى بن مرعي إلى بيشة فأخضعها، وسار هو بجيش إلى بلاد غامد وزهران فضمها إلى سلطانه. وأصبحت عسير مستقلة عن الدرعية التي سقطت بيد إبراهيم باشا، ثم قام الخلاف في نجد.

### حامية الشريف
ترك الشريف حامية في طبب بإمرة أخيه هزاع واستنفر قبائل عسير للسير معه إلى وادي الدواسر، وتأخر وصول سعيد بن مسلط بجنده إليه فوبخه الشريف، وعند الحركة، رجع سعيد بن مسلط بجنده إلى طبب، فأباد الحامية فيها، ووصل الخبر إلى الشريف فرجع إلى عسير فالتقى في وادي عتود بجنود عسير بإمرة سعيد بن مسلط فجرت بين الطرفين معركة طاحنة، انتصر فيها العسيريون، وهزم الشريف فسار راجعاً إلى الحجاز، غير أن قوة من عسير تبعت فلول الجيش الحجازي فأدركت الشريف راجح فقتلته قرب وادي (الجنفور)، وفي الوقت الذي رجع الشريف محمد بن عبد المعين إلى الحجاز سار دوسري بن عبد الوهاب المتحمي إلى نجد.